# Kärsön, Långtarmen

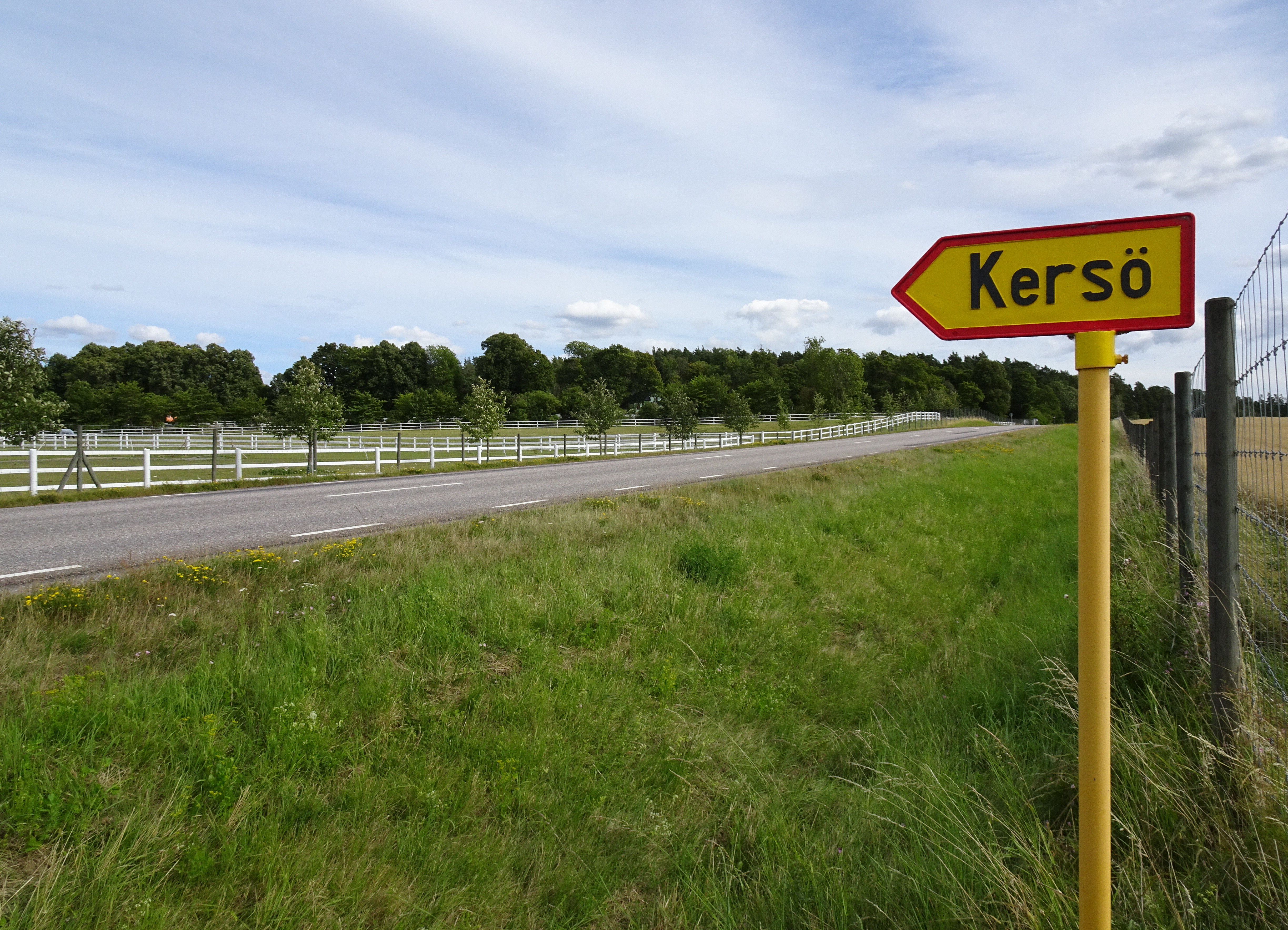
Kärsön vid Kärsö gård, augusti 2016

Kärsön är, förutom ön Kärsön vid Nockebybron i Ekerö kommun, namnet på en landförbindelse i samma kommun, mellan öarna Munsön och Ekerön. 
Den landförbindelse som utgör Kärsön är belägen mellan Långtarmen i öst och Hovgårdsfjärden i väst och är ca 2 km lång, över Kärsön passerar Ekerövägen. På vikingatiden fanns här en vattenförbindelse från Hovgårdsfjärden till Långtarmen och där har det funnits en dragränna, Kärsödraget. Där drogs båtarna över till Långtarmen och kunde sedan runda den södra delen av Färingsö. Genom den postglaciala landhöjningen har denna förbindelse försvunnet.
I en vik av Långtarmen ligger Kärsö gård som omtalas för första gången år 1287 med biskop Bengt Birgersson som ägare. 1288 donerade biskopen gården till Klara kloster i Stockholm.